# Renault 18
De Renault 18 (afgekort R18) is een automodel van de Franse fabrikant  Renault, dat werd vervaardigd van begin 1978 tot begin 1986. De R18 verving de Renault 12 die in de herfst van 1969 werd geïntroduceerd.

## Geschiedenis
Bij de introductie van de vierdeurs sedan in september 1978 waren twee uitrustingsvarianten beschikbaar, beide met twee verschillende benzinemotoren met een cilinderinhoud van 1,4 (64 pk) of 1,6 (79 pk, vanaf 1982 73 pk) liter. De versies TL en TS hadden dezelfde (basis)uitrusting en verschillende motoren. De GTL- en GTS-versies hadden functies zoals centrale deurvergrendeling, elektrisch bediende ruiten en koplampen met een wis-wassysteem. De L of S gaf informatie over de ingebouwde motor.
De vijfdeurs stationwagen genaamd Break kwam na de presentatie op de Autosalon van Genève in april 1979 op de markt. De R18 werd vervaardigd in de fabriek in Flins ten westen van Parijs.
In het najaar van 1980 werden nieuwe motoren geïntroduceerd, een dieselmotor met een cilinderinhoud van 2,1 liter (67 pk) en een 1,6 liter benzinemotor met een turbo die aanvankelijk 109 pk en vanaf het najaar van 1982 125 pk leverde.
Vanaf de herfst van 1983 bood Renault de R18 Break ook aan met vierwielaandrijving, die door Steyr-Daimler-Puch voor Renault was ontwikkeld. Tegelijkertijd kreeg de hele R18-serie bredere bumpers.

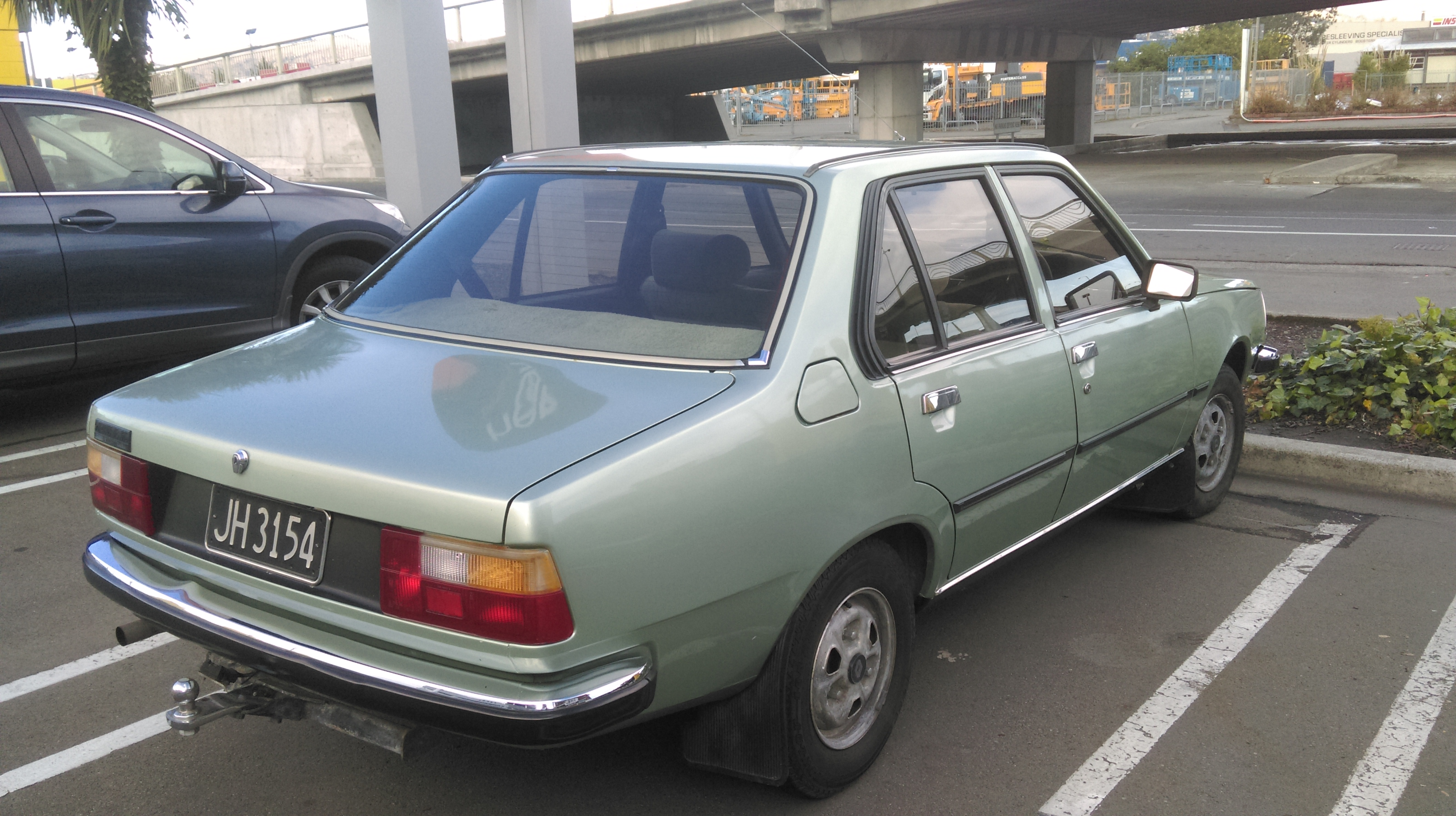
Achteraanzicht (1978-1981)
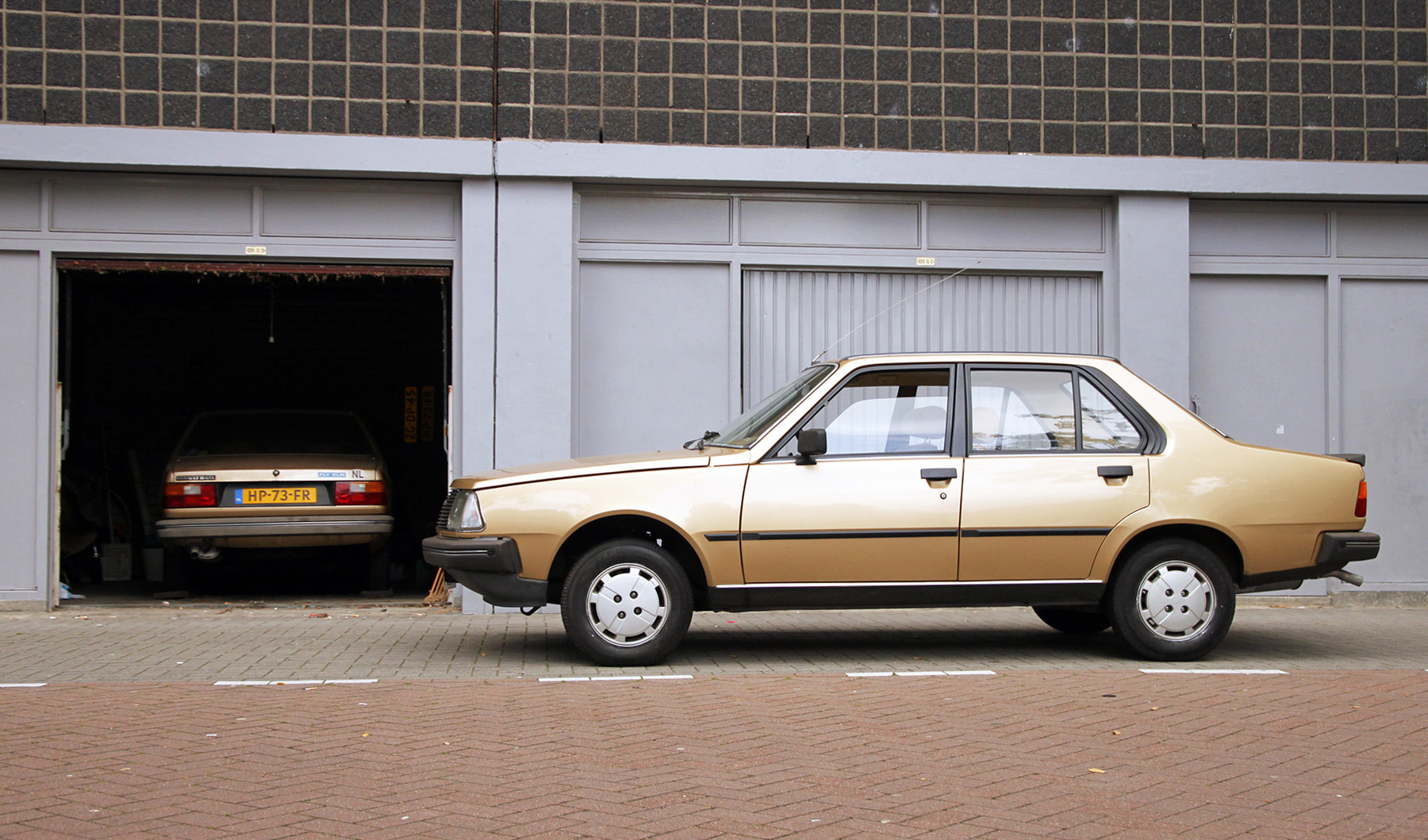
Renault 18 GTL 1982 & 1984
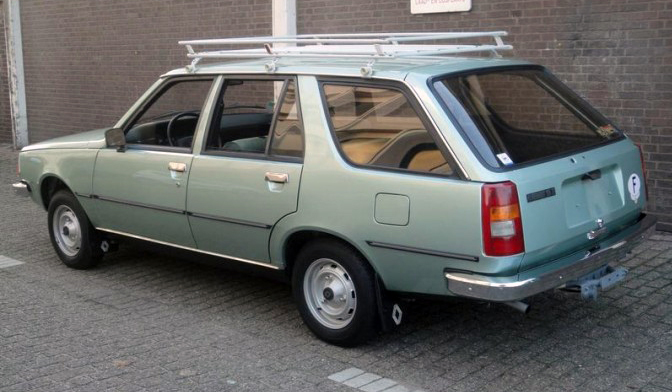
Renault 18 Break (1979-1984)
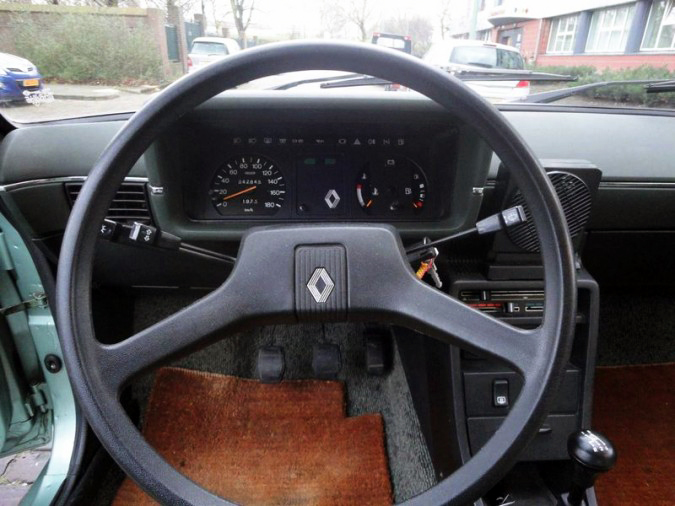
Dashboard Renault 18 TL
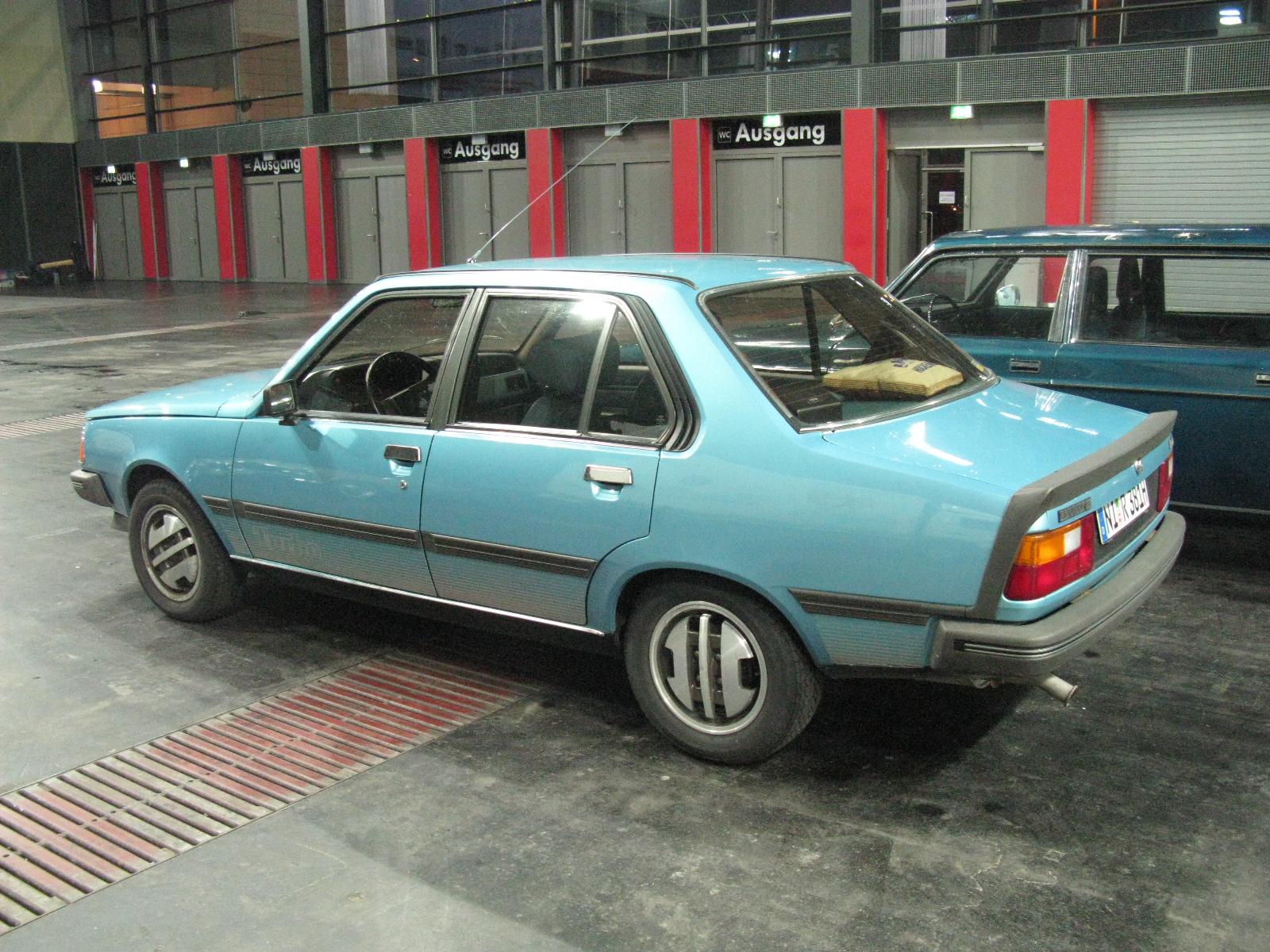
Renault 18 Turbo (1981)

Als bijzondere uitvoering werd vanaf 1983 de R18 American aangeboden met tweekleurige lak, een achterspoiler, chromen wielkastrand, lichtmetalen velgen en een sportstuurwiel. Deze verkocht zo goed dat er in 1984 een American 2 verscheen, deze versie had ook centrale deurvergrendeling, een radio en was leverbaar in vier kleurenschema's.
In mei 1984 kreeg de R18-reeks als volgende aanpassingen een gewijzigde grille, een herzien dashboard en de vernieuwde middenconsole van de sportcoupé Fuego.
In het najaar van 1984 werd het motorprogramma aangevuld met een turbodieselvariant (R18 TD) met dezelfde cilinderinhoud, maar met een turbocompressor, die 88 pk produceerde. Vanaf de zomer van 1985 werd het benzineprogramma uitgebreid met de R18 TX Break (katalysator) met 2,0 liter (105 pk).
In maart 1986 werd met de Renault 21 de opvolger geïntroduceerd. In Frankrijk liep de productie tot eind 1986. De laatste R18 rolde in 1994 in Argentinië van de band.

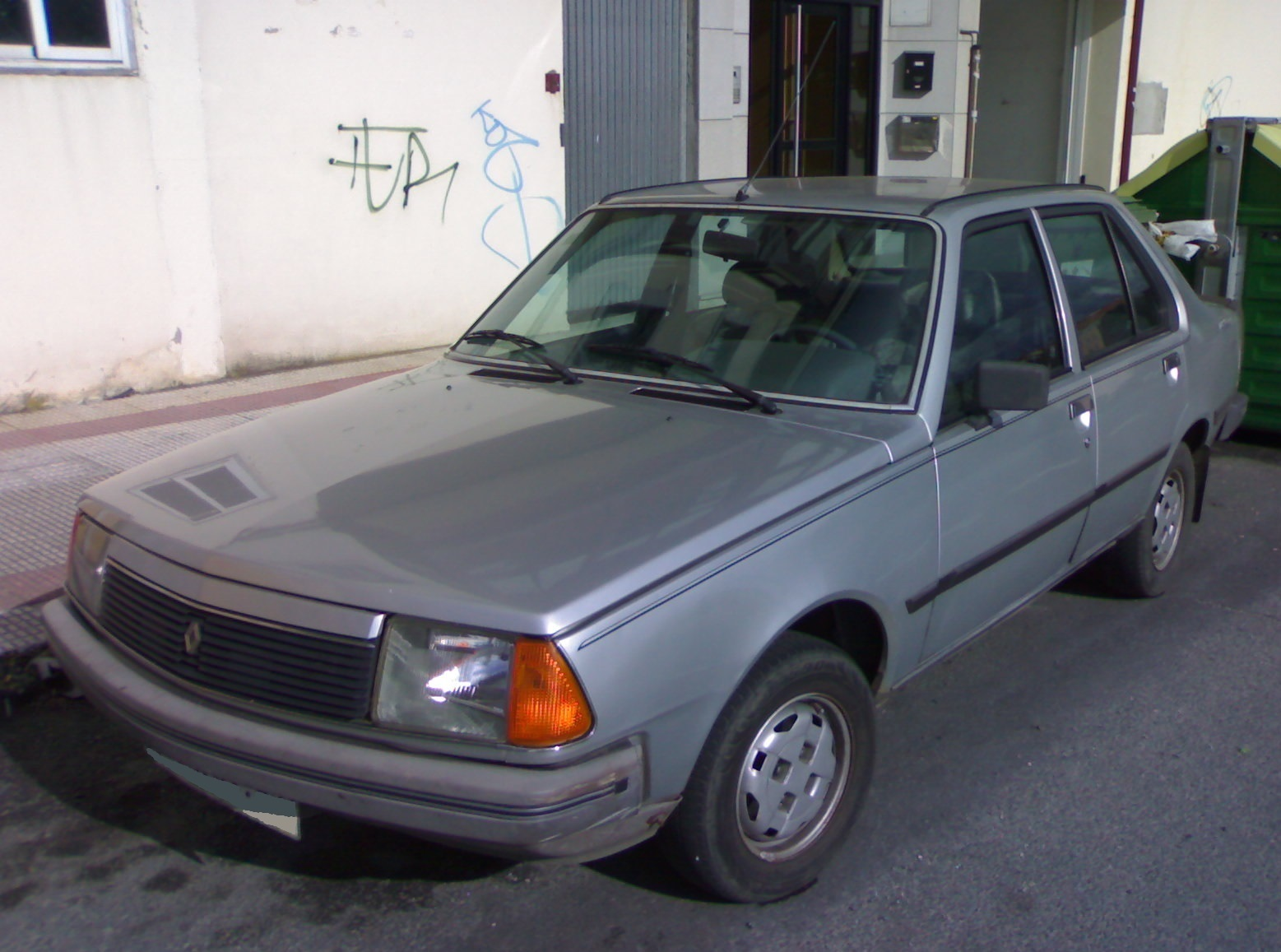
Renault 18 (1984-1986)
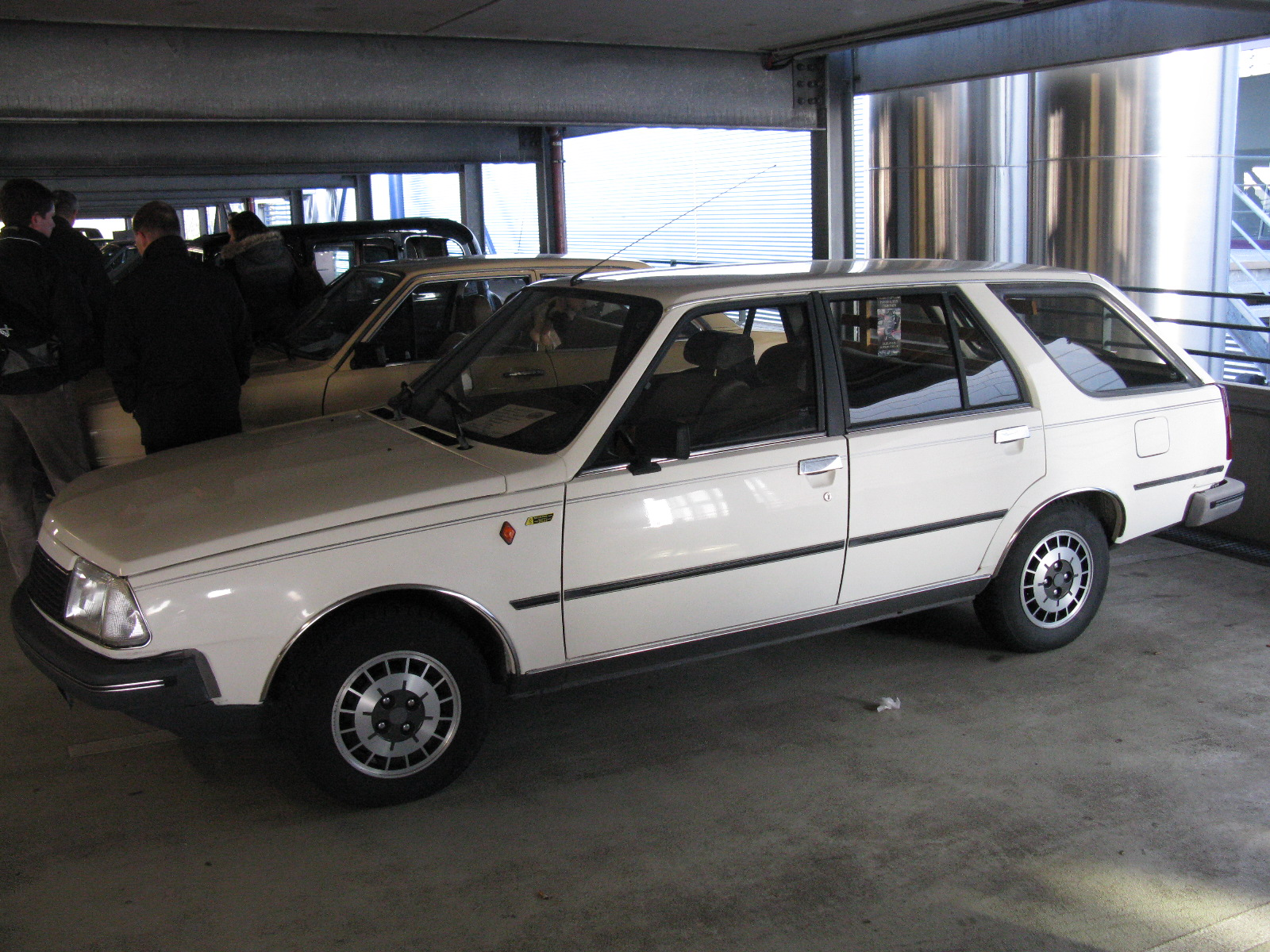
Renault 18 Break (1984-1986)
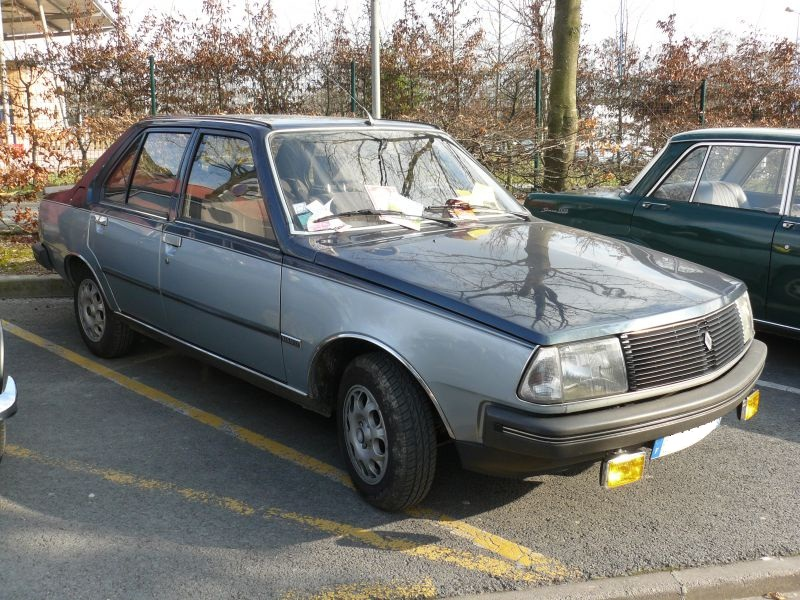
Renault 18 American 2
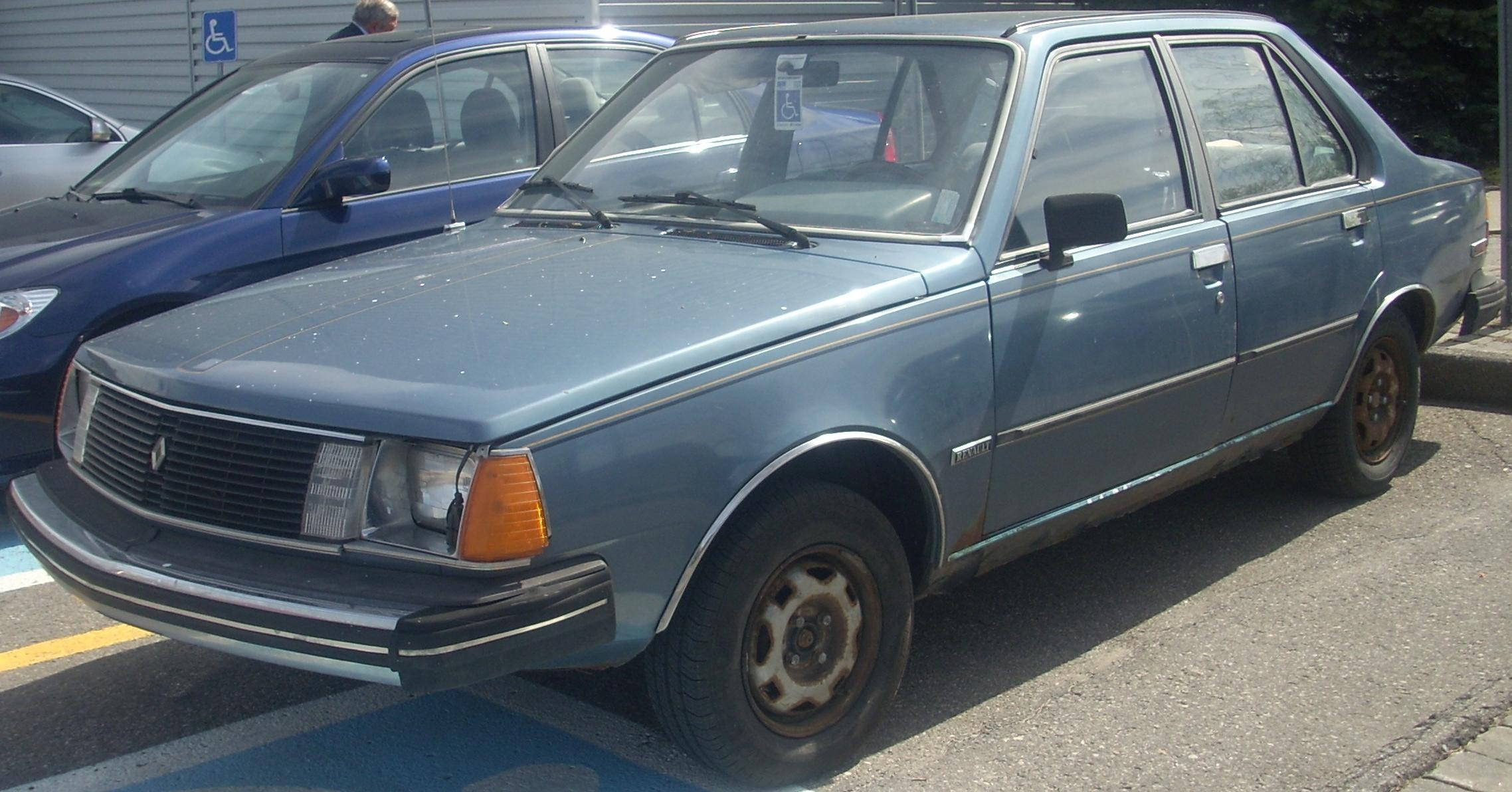
Renault 18i (Canada)

De R18 werd gekenmerkt door een zeer zacht en comfortabel afgestemd onderstel. De kwaliteit van de productie voldeed niet altijd aan de eisen van de klant, wat bij recente modellen werd veranderd door verbeterde kwaliteitscontrole.
De assemblage van de Dacia 18 begon in 1978 in Roemenië, maar voornamelijk voor de staat. Het model was bedoeld als vervanging voor de Dacia 1300, gebaseerd op Renault 12, maar de licentieovereenkomst tussen Dacia en Renault eindigde in 1979 en de Dacia 18 kwam te vervallen. Het model werd nog wel gepresenteerd op TIB'78 (Târgul International București, "Internationale markt van Boekarest").
In Amerika werd de R18 via de samenwerkingspartner AMC als Renault 18i respectievelijk als Renault Sportwagon aangeboden, echter met matig succes. Begin 1987 werd het Amerikaanse model vervangen door de Eagle Medallion, een Amerikaanse versie van de R21.
In productie:
5 E-Tech · 
Arkana · 
Austral · 
Captur · 
Clio · 
Espace · 
Kadjar · 
Kangoo · 
Koleos · 
Master · 
Mégane · 
Mégane E-Tech · 
Rafale · 
Scenic E-Tech · 
Symbioz · 
Symbol · 
Trafic · 
Twingo · 
Twingo Electric · 
Zoe

Uit productie:
3 · 
4 · 
5 · 
6 · 
7 · 
8 · 
9 · 
10 · 
11 · 
12 · 
14 · 
15 · 
16 · 
17 · 
18 · 
19 · 
20 · 
21 · 
25 · 
30 · 
2CV · 
4CV · 
Avantime · 
Caravelle · 
Dauphine · 
Domaine · 
Estafette ·
Express · 
Floride · 
Fluence ·
Frégate · 
Fuego · 
Juvaquatre ·
Laguna · 
Latitude · 
Modus · 
Nervastella · 
Novaquatre · 
Ondine · 
Prairie · 
Primaquatre · 
Rodeo · 
Safrane · 
Savanne · 
Scénic · 
Spider · 
Talisman · 
Thalia · 
Twizy · 
Vel Satis · 
Vivasport · 
Vivastella · 
Wind